# Jack Wilson (Musiker)
Jack Wilson (* 3. August 1936 in Chicago; † 5. Oktober 2007 in Sayville, New York) war ein US-amerikanischer Pianist, Arrangeur und Komponist des Modern Jazz.

## Leben und Wirken
Jack Wilsons Familie zog nach Fort Wayne, als er sieben war. Von 1949 bis 1954 studierte er Klavierspiel bei Carl Atkinson am Fort Wayne College of Music. In dieser Zeit beschäftigte er sich mit der Musik von George Shearing. Damals spielte er auch Tenorsaxophon in einer High-School-Band und trat mit kleinen Combos auf. Mit 17 Jahren spielte er als Ersatzpianist in James Moodys Band. Nach seinem Schulabschluss studierte er anderthalb Jahre an der Indiana University, wo er Freddie Hubbard und Slide Hampton begegnete. Er tourte mit einer Rock ‘n Roll-Band, lebte in Columbus (Ohio), wo er mit der damals noch unbekannten Sängerin Nancy Wilson und Rahsaan Roland Kirk arbeitete.
Nach einem Jahr in Columbus zog Wilson nach Atlantic City, wo er Leiter der Hausband im dortigen Cotton Club war und spielte auch Orgel. In dem Club trat auch Dinah Washington auf, mit der er 1957/58 arbeitete, u. a. zu hören auf ihrem Fats Waller Songbook 1957.
Danach kehrte er nach Chicago zurück, wo er mit Gene Ammons, Sonny Stitt, Eddie Harris und Al Hibbler spielte. Sein längster Gig war in dieser Phase mit dem Bassist Richard Evans, an dessen Album Richard’s Almanac er 1959 mitwirkte. Danach trat er den Wehrdienst an und wurde in Fort Stewart, Georgia der erste afroamerikanische musikalische Leiter einer Armeeband. Im Jahr 1961 erkrankte er an Diabetes, verließ die Army und kehrte in Dinah Washingtons Band zurück, der er 1961/62 angehörte. Buddy Collette lud ihn schließlich ein, nach Los Angeles zu ziehen. Dort arbeitete er in der Bigband von Gerald Wilson, außerdem bei Lou Donaldson, Herbie Mann, Jackie McLean und Johnny Griffin. Zumeist war Wilson jedoch als Sessionmusiker in den Studios für Platten-Aufnahmen sowie für Film- und Fernseh-Produktionen beschäftigt. Außerdem begleitete er Künstler wie Sammy Davis Jr., Sarah Vaughan, Lou Rawls, Eartha Kitt, Julie London und Sonny & Cher.
Im Januar 1963 hatte Jack Wilson die Möglichkeit, mit eigener Formation aufzunehmen; es entstand das Album The Jack Wilson Quartet featuring Roy Ayers für Atlantic Records. Zu hören waren auch Eigenkompositionen des Pianisten wie Jackleg. Fünfzehn Monate später fand eine weitere Session für das Sub-Label Vault statt, was zur Einladung führte, für das Blue Note-Label aufzunehmen; 1967 entstand dort das Album Easterly Winds, an dem u. a. Lee Morgan, Garnett Brown, Jackie McLean, Bob Cranshaw und Billy Higgins mitwirkten. Nach seiner letzten Blue Note-Session 1968 arbeitete Jack Wilson mit der Sängerin Esther Phillips bis 1977; in diesem Jahr entstand auch sein Album Innovations, das erste von drei Einspielungen für das Label Discovery. Bis in die 1980er Jahre arbeitete er schließlich als Begleitmusiker für Lorez Alexandria, Tutti Camarata und Eddie Harris. In den 1980er Jahren arbeitete er auch mit Clark Terry (Memories of Duke).
Jack Wilsons letzte Aufnahmen entstanden für das japanische DIW-Label, mit dem Titel In New York, im Juni 1993, an der Schlagzeuger Jimmy Cobb mitwirkte.

## Diskographische Hinweise
- The Jack Wilson Quartet featuring Roy Ayers (Atlantic Records, 1963), mit Al McKibbon, Nick Martinis
- The Two Sides Of Jack Wilson (Atlantic Records, 1964)
- The Jazz Organs (Vault, 1964)
- Jack Wilson Plays Brazilian Mancini (Vault, 1965)
- Ramblin'  (Vault, 1966)
- Something Personal (Blue Note Records, 1966)
- Easterly Winds (Blue Note Records, 1967)
- Song For My Daughter (Blue Note Records, 1969)
- Autumn Sunset (Discovery, 1977)
- Innovations (Discovery, 1977)
- Margo's Theme (Discovery, 1979)
- In New York (DIW, 1993)
- Call Me: Jazz from the Penthouse Century 67 (ed. 2019)